# 上妻郡
上妻郡（日语：／ Kōzuma gun */?）是過去位于日本福岡縣的郡，已於1896年2月26日與下妻郡合併為八女郡。當時管轄的大部分町村在經過多次合併後，多數地區已合併為八女市，其餘地區分別被併入筑後市、久留米市和廣川町。

## 歷史
- 1889年4月1日：實施町村制，上妻郡下設：福島町、長峰村、三河村、川崎村、忠見村、上妻村、八幡村、北川內村、岡山村、橫山村、羽犬塚村、二川村、下廣川村、中廣川村、上廣川村、黑木町、豐岡村、笠原村、木屋村、大淵村、串毛村、光友村、邊春村、北山村、白木村、矢部村。
- 1896年2月26日：與下妻郡、生葉郡星野村合併為嘉穗郡。